# Nukutepipi
Nukutepipi è un atollo appartenente all'arcipelago delle Isole Tuamotu nella Polinesia francese.

## Storia
Il primo europeo di cui si abbia notizia che visitò l'atollo Nukutepipi fu l'esploratore ed ufficiale della marina britannica Philip Carteret il 12 luglio 1767; egli lo menzionò nei suoi diari solo come "l'isola più a sud".
John Turnbull, giuntovi a bordo del brigantino Margaret il 6 marzo 1803, lo chiamò isola Margaret, dal nome della nave.
L'atollo fu quindi visitato da Cadwalader Ringgold della spedizione Wilkes il 6 gennaio 1841.
Dal 2007 l'atollo è proprietà del fondatore del Cirque du Soleil, Guy Laliberté.